# Congé menstruel

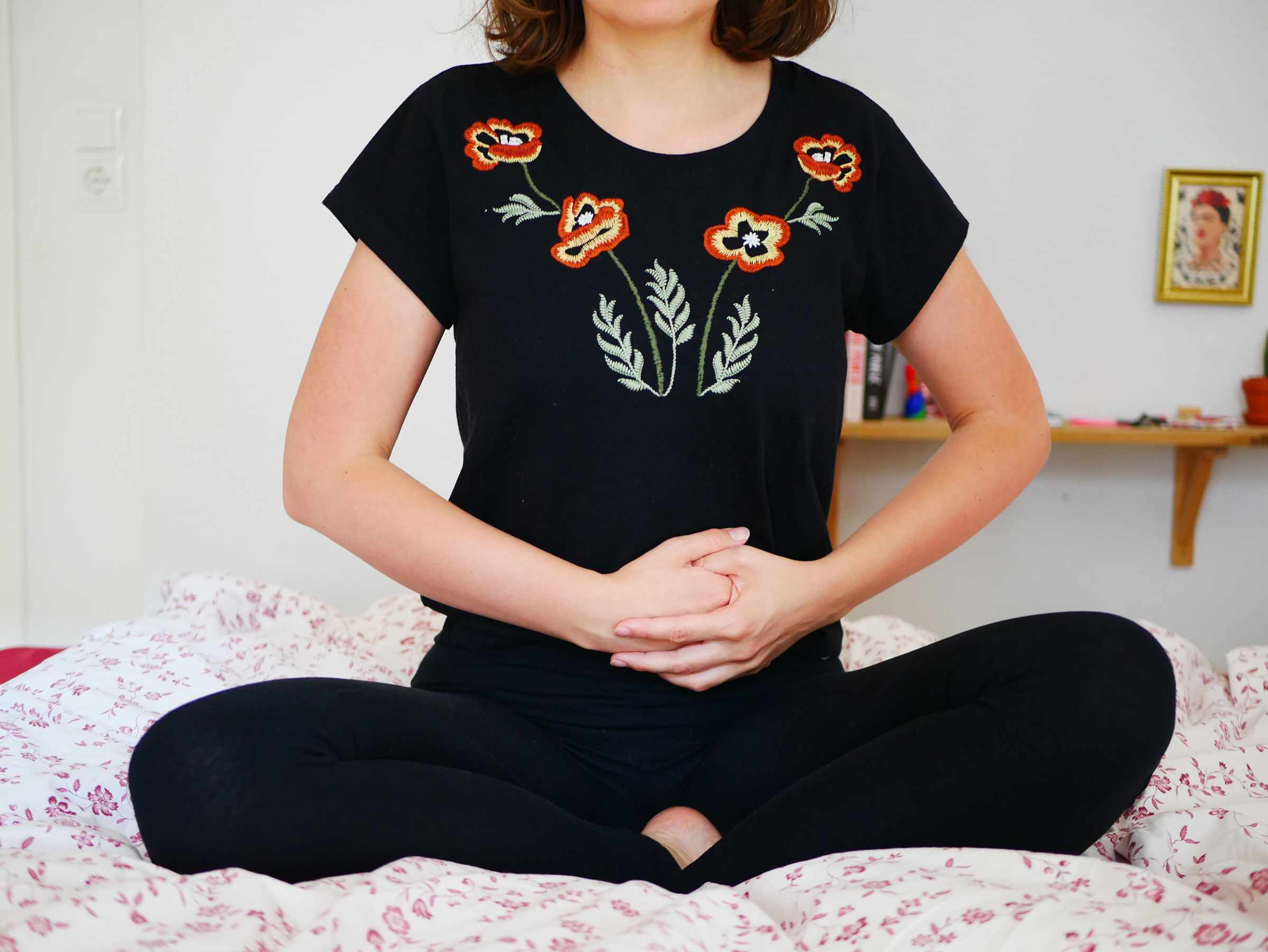
Femme qui souffre de règles douloureuses.

Un congé menstruel est une période pendant laquelle une femme qui souffre de règles douloureuses peut prendre un ou plusieurs jours de congés, payés ou non.  
L'idée est controversée, car si elle permet en effet de prendre en compte une spécificité féminine quelquefois contraignante, elle est en contre-partie stigmatisante et en contradiction avec les idéaux d'égalité professionnelle poursuivis par le féminisme. Dans la pratique, les quelques pays l'ayant adopté, principalement en Asie, ont vu, passé les premiers temps, le recours à ce type de congés devenir marginal. 

## Histoire
Le congé menstruel apparaît progressivement au Japon au cours du XXe siècle, à la suite notamment des revendications du mouvement ouvrier. Il est instauré en 1931 dans un bureau d'étude des produits alimentaires puis il intègre la plupart des lieux de travail. Il est finalement instauré dans la législation en 1947.
Le congé menstruel est adopté en Indonésie en 1948.
En 2017, une proposition de loi pour établir un congé menstruel en Italie est discutée. Elle vise à attribuer trois jours de congés payés par mois aux personnes qui souffrent de règles douloureuses, sous réserve de l'attestation d'un médecin.

## Situation par continent

### Afrique
En Zambie, les femmes disposent d'une journée de congé par mois.

### Asie
Plusieurs pays d'Asie disposent d'un congé menstruel.
En Indonésie, les femmes salariées souffrant de dysménorrhée ne sont pas obligées de venir travailler le premier et le deuxième jour de leur menstruation. Considérée comme malade, les jours d'absences sont payés à condition d'en informer le chef d'entreprise. Peu de femmes y ont recours dans la pratique,.
Il existe également en Corée du Sud, depuis 2001, et à Taïwan, depuis 2013,. Toutefois en Corée, son statut est très ambigu, car les femmes qui s'abstiennent de le prendre bénéficient d'une prime de présence. Selon un sondage daté de 2018, 19% des femmes disent exercer ce droit .
Au Japon, la législation précise que les règles doivent entraîner des « difficultés à travailler » qui ne sont pas précisément définies. Ce droit existe mais est peu exercé dans ce pays. Les femmes ayant honte de parler des effets de leurs menstruations, l'application du congé menstruel dépend de l'entreprise. En 1965, 26,2 % des Japonaises prennent effectivement leur congé menstruel, et il est estimé que 0,09 % d'entre elles le font en 2016. Plusieurs raisons sont avancées pour expliquer le fait que peu de Japonaises prennent leur congé menstruel, comme le fait qu'il y a trop de travail pour prendre des congés, que les protections hygiéniques et les médicaments sont suffisants pour vivre normalement durant cette période, qu'il est honteux d'aborder le sujet, ou parce qu'elles ignorent son existence ou encore en raison de la pression sociale.

### Europe

#### France
Selon un sondage Ifop de 2021, les Françaises sont favorables à 68 % à l'instauration d'un congé menstruel ; ce taux monte à 78 % chez les 15-19 ans. La coopérative montpelliéraine La Collective, qui compte une cinquantaine de salariés, revendique le fait d'être la première entreprise française à avoir accordé, en 2021, un congé menstruel facultatif à ses salariées (un jour par mois). Les associations féministes françaises portent peu cette revendication, craignant que sa généralisation n'entraîne des discriminations à l'embauche. Certaines communes, menées par Saint-Ouen à partir de 2023, expérimentent le dispositif dans un cadre local. Sur la base de ces initiatives publiques et privées, une proposition de loi, portée par la sénatrice socialiste Hélène Conway-Mouret, visant à instaurer pour les femmes souffrant de règles douloureuses un arrêt menstruel d'un à deux jours par mois, sans délai de carence, avec la possibilité de télétravailler ou d'adapter le poste de travail, est examinée le 15 février 2024 mais est rejetée par le Sénat.

#### Espagne
Le 16 février 2023, l'Espagne a adopté une loi instaurant un congé menstruel pour les femmes souffrant de règles douloureuses. Il s'agit d'une première en Europe. Elle permet, selon le gouvernement de gauche qui l'a portée, de briser un tabou au sujet de règles. L'Espagne devient le pays référence en matière de droits des femmes en Europe après le vote de la loi sur les violences de genre en 2004.

## Critiques
Cette mesure est parfois considérée sexiste, car elle risquerait d'accroître la discrimination opérée envers des femmes à l'embauche. Elle serait également de nature à renforcer les stéréotypes sur les femmes.
Selon la gynécologue Brigitte Letombe, opposée à la mise en place de ce congé, « les femmes ne doivent pas rester chez elles en cas de règles insupportables à chaque cycle », et doivent consulter : « Contrairement à une croyance populaire, il n’est pas normal d’avoir mal pendant cette période. Cela peut cacher une pathologie plus grave, comme l’endométriose. Selon l’Inserm, 40 % des femmes qui souffrent de douleurs chroniques pelviennes intenses, notamment au moment des règles, en sont atteintes ».